# 威丁頓鎮區 (阿肯色州華盛頓縣)
威丁頓鎮區（英語：Wedington Township）是位於美國阿肯色州華盛頓縣的一個行政鎮區。

## 地方資料
威丁頓鎮區的面積為50.32平方千米，當中陸地面積為49.80平方千米，而水域面積為0.52平方千米。根據2010年美國人口普查的數據，當地共有人口416人，而人口密度為每平方千米8.27人。